# Гилмор, Эдди
Э́дди Лэнье́р Кинг Ги́лмор (англ. Eddy Lanier King Gilmore; 28 мая 1907 года, Селма, штат Алабама — 6 октября 1967 года) — американский международный военный корреспондент, который более двенадцати лет с 1940 года работал в советском бюро Associated Press. За свои обзоры поствоенного времени был удостоен Пулитцеровской премии за телеграфный репортаж (международная) в 1947 году.

## Биография
По окончании школы в родном городе Селма Эдди Гилмор переехал в Лексингтон, где в 1923 году (по другим данным — в 1925-м) поступил в Университет Вашингтона и Ли. Позднее он продолжил обучение в Инженерном колледже Университета Карнеги-Меллона в Питтсбурге, окончив его в 1928 году. После обучения занимался доставкой локальной газеты Times-Journal в Селме и вскоре поступил в штат Atlanta Journal, а затем — Washington Daily News. В 1935 году стал корреспондентом Associated Press сначала в Вашингтоне, затем в Лондоне. В 1940 году его направили в российское бюро компании в Москву. В ходе Великой Отечественной войны он также освещал события в Сталинграде, Ростове и других крупных городах. В послевоенные годы Гилмор возглавил советский филиал агентства. Накануне первой сессии Генеральной ассамблеи ООН 1946 года он интервьюировал по почте секретаря КПСС Иосифа Сталина, который подтвердил свою надежду на дальнейший мир и веру в ООН как один из инструментов его сохранения. За свою работу в СССР Гилмор был удостоен Пулитцеровской премии в 1947 году. Журналист скончался в октябре 1967 года в возрасте 60 лет от сердечного приступа.

## Личная жизнь
Во время работы в Москве у Гилмора начались романтические отношения с пятнадцатилетней ученицей Хореографического училища при Большом театре Тамарой Чернышёвой. В тот период иностранцев нередко подозревали в шпионаже, и контакты с ними не одобрялись властями. В результате Чернышёву отчислили из училища и выслали из Москвы. Благодаря вмешательству представителя президента Франклина Рузвельта и личного друга Гилмора Уэнделла Уилки, прибывшему в СССР с официальным визитом, Чернышёвой было разрешено вернуться в столицу, где она вышла замуж за Гилмора в 1950 году. Тем не менее из-за подозрений в шпионаже молодой паре отказывали в выездных документах, и только после смерти Иосифа Сталина им вместе с двумя детьми удалось эмигрировать в Лондон. Гилберт подробно описал события в автобиографии «Я и моя русская жена», которая легла в основу в основу фильма 1953 года «Никогда не отпускай меня» (англ. «Never Let Me Go») с Кларком Гейблом и Джин Тирни в главных ролях.

## Основные работы и награды
Публикации и книги
- «После того как казаки сожгли „Y“» (англ. After the Cossacks Burned Down the «Y»), 1964 год[3];
- «Я и моя русская жена» (англ. «Me and My Russian Wife»), 1954 год[3];
- освещение Женевской конференции, 1954 года[1];
- освещение похорон Иосифа Сталина (1953) и Уинстона Черчилля (1965);
- освещение Олимпийских игр 1960 года, а также свадьбы принцессы Маргарет в Копенгагене в 1967 году[4][7];
- «Тройка» («Troika»), 1962 год[3].

Награды
- Пулитцеровская премия за лучший телеграфный репортаж, 1943 год[3];
- Национальная премия Клуба Хедлайнеров (англ. National Headliners Club Award) как лучшему зарубежному корреспонденту, 1946 год[3];
- Премия журналистского сообщества Сигма, Дельта, Хи[англ.], 1947 год[4].